# Vocca
Vocca är en ort och kommun i provinsen Vercelli i regionen Piemonte, Italien. Kommunen hade 161 invånare (2018).